# Heers
Heers (en limburguès Hiër) és un municipi belga de la província de Limburg a la regió de Flandes. Està compost de 12 antics municipis agrupats el 1977:
| #    | Nom                 | Extensió (km²) | Poblaciói (01/01/2003) |
| ---- | ------------------- | -------------- | ---------------------- |
| I    | Heers               | 9,00           | 1.990                  |
| II   | Batsheers           | 2,27           | 86                     |
| III  | Gutschoven          | 2,78           | 327                    |
| IV   | Heks                | 4,76           | 343                    |
| V    | Horpmaal            | 5,53           | 505                    |
| VI   | Klein-Gelmen        | 3,09           | 492                    |
| VII  | Mechelen-Bovelingen | 4,45           | 1.198                  |
| VIII | Mettekoven          | 2,17           | 153                    |
| IX   | Opheers             | 4,15           | 127                    |
| X    | Rukkelingen-Loon    | 3,88           | 354                    |
| XI   | Vechmaal            | 7,14           | 612                    |
| XII  | Veulen              | 3,81           | 437                    |

Font:Studiecel Demografie Provincie Limburg